# Jòrdi Blanc
Pour les articles homonymes, voir Georges Blanc (homonymie) et Blanc (homonymie).
Jòrdi Blanc (né Georges Blanc en 1944 à Saint-Juéry (Tarn)) est un écrivain, philosophe et éditeur français de langue occitane.

## Biographie
Jòrdi Blanc fonde en 1973 l'association Vent Terral, dont il assure l'animation et notamment l'activité éditoriale.
Outre son œuvre poétique et son travail sur Jean Jaurès, Jòrdi Blanc produit des traductions en occitan d'œuvres majeures de la littérature mondiale.
Jòrdi Blanc a reçu le Prix Joan Bodon en 1986 pour Jaurès e Occitània.

## Œuvres
Poésie
- Cresi pas que los muts : Vent Terral, reed., 1980.
- Còr singlar : Vent Terral, 1980.
- Solstici d'amor : Vent Terral, 1992.

Essais :
- Jaurés e Occitània : Vent Terral, 1985

Traductions :
- Manifèst del partit comunista, de Karl Marx et Friedrich Engels : Vent Terral, 1976.
- L'escalièr de veire, de Louisa Paulin : Vent Terral, 1994.
- Lo princilhon, d'Antoine de Saint-Exupéry : Vent Terral, 1994.

En français :
- Le petit livre de l'Occitanie : participacion, 1e édition 4 vertats, 1971, rééd. Maspero, 1972.
- Juifs et sources juives en Occitanie : Vent Terral, 1988.
- Jaurès philosophe, thèse de doctorat, université de Toulouse-le Mirail, 1995.